# Завој (Охрид)
Завој (мкд. Завој) је насеље у Северној Македонији, у југозападном делу државе. Завој припада општини Охрид.

## Географија
Насеље Завој је смештено у југозападном делу Северне Македоније. Од најближег града, Охрида, насеље је удаљено 15 km североисточно.
Завој се налази у историјској области Охридски крај, која се обухвата источну и североисточну обалу Охридског језера. Насеље је смештено на северним падинама планине Галичице. Надморска висина насеља је приближно 1.070 метара.
Клима у насељу је планинска због знатне надморске висине.

## Становништво
Завој је према последњем попису из 2002. године имао 12 становника. 
Већину становништва чине етнички Македонци (100%).
Већинска вероисповест је православље.